# 206
Правління Септімія Севера в Римській імперії. У Китаї править династія Хань, в Індії — Кушанська імперія, у Персії — Парфянське царство.
На території лісостепової України Черняхівська культура. У Північному Причорномор'ї готи й сармати.

## Події
- Пікти прорвали Адріанів вал.
- Септімій Север разом із синами Каракаллою та Гетою вирушають на війну до Британії.

## Народились
- Требоніан Галл, майбутній римський імператор.